# スタックス・レコード

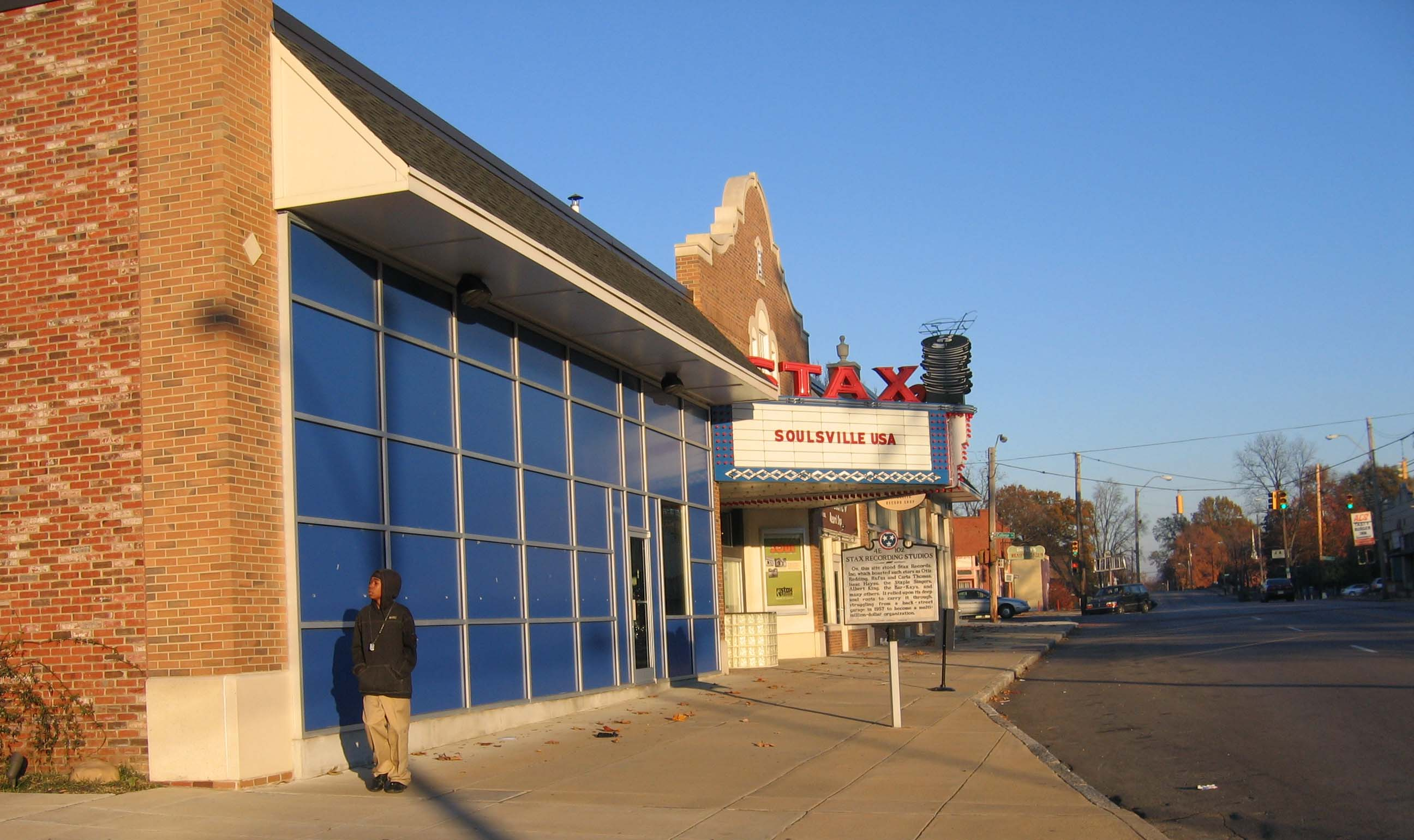
メンフィスのスタックス博物館。1989年に取り壊されたスタックス・スタジオを再現して同じ場所に建設された。

スタックス・レコード（Stax Records）は、アメリカ合衆国テネシー州メンフィスに拠点を置いていたレコード・レーベルである。1957年に設立され、1975年末に倒産した。その後、2006年末、レーベルの権利を保有するコンコード・レコードにより復活。社名は当時のレーベル・オーナーであるジム・スチュワート（Jim Stewart）とエステル・アクストン（Estelle Axton）の姓をあわせたもの。
サザン・ソウル、メンフィス・ソウルといった音楽スタイルの発展に大きな役割を果たし、またソウル、R&Bだけでなくブルース、ゴスペル、ファンクなどもリリースした。演奏の多くは、白人・黒人混合バンドのブッカー・T&ザ・MG'sが主に担当した。

## 歴史
1957年、ジム・スチュワートによってスタックス・レコードの前身となるサテライト・レコードが設立される。設立当初は、メンフィス北部のガレージに事務所を構えていた。翌1958年、彼の姉、エステル・アクストンが共同オーナーとなる。事務所は、キャピトル劇場の跡地だったメンフィス市内のイースト・マクレモア・アベニュー926番地に移り、この場所が定位置となった。最初期には、同レーベルはカントリー・ミュージックをリリースしていたが、ジムはレイ・チャールズの「ワッド・アイ・セイ」を聴き、リズム・アンド・ブルースに目覚めて路線変更している。

### アトランティック配給時代
サテライト・レコードがレコーディングしたアーティストで、初めて成功を収めたのはルーファス・トーマスとカーラ・トーマスの親子だった。彼らの成功がアトランティック・レコードの目に留まり、スチュワートはアトランティックが優先的にサテライト音源をリリースできるよう、配給契約を締結した。サテライトと初期に契約したバンドには、マーキーズ（元ロイヤル・スペーズ）も挙げられる。マーキーズの1961年のシングル"ラスト・ナイト/Last Night"は、当初サテライトから全米に配給された。アトランティックが配給したサテライト音源は、アトランティック・レーベル、もしくはアトコから全米に向けてリリースされた。"Last Night"はヒットチャートを駆け上り、ポップで3位、ソウルで2位、年間チャートでも34位の大ヒットとなった。チャートを上昇しているころ、スチュワートとアクストンは、カリフォルニア州にサテライト・レコードというレーベルが別に存在していることを知り、レーベル名をスタックスと変更した。間もなく、ピアニストのブッカー・T・ジョーンズがレーベルに合流し、彼はブッカー・T&ザ・MG'sの名前で、マーキーズのメンバーとプレイするようになった。1962年、スタックスはリズム・アンド・ブルース音楽のためのレーベル、ヴォルト（Volt）を傘下に設立する。スタックスからリリースされたのはオーティス・レディングと、アトランティックがスタックスに紹介したサム&デイヴだった。
アトランティックのオーナーのひとりだったジェリー・ウェクスラーはスタックス・サウンドに魅せられていた。
ウェクスラーはアトランティックのプロデューサー/エンジニアであったトム・ダウドをスタックスへ派遣し、ダウドは設備を近代化し、スタジオのレコーディング機材をモノラルからステレオにした。1965年までに、スタックスはアトランティックと正式な全米を対象とした配給契約を締結した。この契約には、アトランティックがスタックスから受け取ったマスターの所有権を有する旨の条項が含まれていたが、後まで見過ごされていた。
ウェクスラーは、アトランティックのアーティストをレコーディングさせるため、頻繁にメンフィスのスタックス・スタジオへ連れて行った。ブッカー・T&ザ・MG'sのギタリスト、スティーヴ・クロッパーはエディ・フロイド、オーティス・レディング、ウィルソン・ピケットとそれぞれ共作を行い、ヒットに結び付けた。ピケットのヒットはスタックスの手によるものであったが、名義としてはアトランティックからのリリースだった。一方、アトランティックのデュオ、サム&デイヴについては、スタックスにリースされ、スタックスから世に送り出された。
当時、多くのラジオ局は「特定のレーベルへの肩入れを疑われるのを嫌い」、同じレーベルからリリースされた新曲を同時に1、2曲以上は放送しない規則を掲げていた。この対策として、他のレーベルと同様、スタックスも複数の傘下レーベルを設立していた。最も有名なのがヴォルトであるが、他にもエンタープライズ、チャリス、ヒップ、サフィスなどのレーベルがあった。
所属アーティストのツアーを頻繁に企画したモータウンとは異なり、スタックスはレーベル主催のコンサートを通じてアーティストのプロモーションを行うことはあまり多くなかった。レーベル初となるこのような形式のコンサートは、メンフィスではなくロサンゼルスで1965年の夏に行われた。コンサートは成功を収めたが、終了後にワッツ暴動が起き、スタックスのアーティストの一部が暴動に巻き込まれてしまった。スタックスはまた、メンフィスにおいて何年かに渡りクリスマス・コンサートも主催した。スタックスのパッケージ・ショーは、1967年のイギリス、フランスでも実施された。米国のソウル・ミュージックは当時西欧で人気を誇っており、このツアーは大きな成功を収めた。スタックスは、ヒットとなったオーティス・レディングの「Otis Live In Europe」を始め、このツアーからいくつかのライヴ・アルバムを発表した。

### アトランティックとの契約解消
1967年、アトランティック・レコードがワーナー・ブラザース＝セヴン・アーツに買収され、スタックス/アトランティック間の契約に定められていた配給契約の見直しが浮上する。この時点で、スチュワートはアトランティック配給のスタックス音源のオリジナル・マスターの権利がアトランティックに移ってしまっていることを初めて知ったとされている（彼は、このことが明記されていた契約条項について気がついていなかった）。
ワーナーの新しい経営陣は、アトランティックが保有するスタックス音源の権利について、全く妥協の余地を見せることがなく、その結果同年3月、スチュワートはレーベルをガルフ・アンド・ウェスタン社へ売却することとなった。エステル・アクストンは、売却後レーベルを去った。彼女がスタックスを去る前に最後の仕事として、ウェクスラーに対し、スタックスがアトランティックとの関係を終了させることを伝えた。スタックスは、そのカタログの中の最も有望な部分を持たずしてその後の運営をすることを余儀なくされた（後年、ファンタジー・レコード傘下に入ったスタックスは、それらのヒットの別テイクをリリースしたりもした）。同年5月に配給契約が終了したのち、一時期アトランティックは関係終了後のスタックス/ヴォルト音源を別デザイン、別ロゴを使用してリリースした。その後スタックス音源についてアトランティック・レーベルで、ヴォルト音源についてはアトコ・レーベルで再発した。関係終了後のスタックス/ヴォルト関連のリリースは、販売店の混乱を避けるため、カタログ番号の系統も変更された。

### 独立系時代のスタックス/1968-1975年
スタックスは、サム&デイヴ（アトランティックと契約しており、スタックスで預かっていた）とオーティス・レディング（アトランティックとの関係終了直前に他界した）という人気アーティストを失った。サム&デイヴのヒット曲を制作したプロデューサー、ソングライターのアイザック・ヘイズがアルバム"Hot Buttered Soul"をヒットさせた。また、スタックスは、ジョニー・テイラー、ドラマティックス、ステイプル・シンガーズ、ソウル・チルドレン、ジーン・ナイト、フレデリック・ナイト、バーケイズらによるR&B・ヒットもリリースした。68年のジョニー・テイラーによる「フーズ・メイキン・ラブ」はレーベルに勢いを与える重要なヒット曲となった。レーベル最古参のアーティスト、ルーファス・トーマスも人気を取り戻し、いくつかのヒットを生んだ。しかしながら、スタックスのレコードの売上は、ガルフ・アンド・ウェスタンの貧弱な経営の下で全体的には下降傾向を辿った。1970年、スチュワートとスタックスの販売ディレクターのアル・ベルが共同で、レーベルを買い戻した。スタックスは、その後コロムビア・レコードとの交渉が始まるまでの短い間、独立した経営を行った。スチュワートはレーベルが消えていくのを見過ごすことはできず、私財を投げ打って、レーベルの運営を継続させたと語っている。
1971年、アイザック・ヘイズが映画『黒いジャガー』のサウンドトラックを制作。アルバム、主題歌（「黒いジャガーのテーマ」）ともに全米1位を記録した。レコーディングにはバーケイズのメンバーが参加した。
共同経営者として、ベルはスタックスを単に主要なレコード会社に育てることに留まらず、アフリカ系アメリカ人コミュニティーの主たるプレイヤーに育てることを模索しはじめた。彼はより多くのアーティストと契約を締結し、アーティストの多くがマスルショールズなどスタックス・スタジオ以外のスタジオでレコーディングするようになった。またプロデューサーも外部の人材が関わるようになっていき、スタックス固有のサウンドの時代は終わることになった（ベルが契約する機会があったにもかかわらず、なぜか契約しなかったアーティストの中には、アル・グリーンがいる）。ベルはコメディのレーベルとして、傘下にパーティー(Partee)を設立し、コメディアン、リチャード・プライアーなどのアルバムをリリース。またビッグ・スターと契約し、白人のポップ・マーケットへの参入も図った。ベルは、様々な黒人運動に関わるようになった。彼はジェシー・ジャクソン師の親友であり、彼のレインボー・プッシュ連合を財政的に支援していた。
1972年8月20日、アル・ベルとスタックスのアーティストたちは、「ワッツタックス」と銘打ったコンサートを開催し、ロサンジェルスのアフリカ系アメリカン人を中心に10万人以上を集客した。「ブラック・ウッドストック」としても知られるこのイベントは、ジェシー・ジャクソン師が司会を務め、メル・スチュワートの監督により映画も撮影された。スタックスのアーティストが出演したほか、当時は無名に近かったリチャード・プライアーのお笑いもフィーチャーされた。

### 倒産
スタックスは、コロンビア/CBSとの配給契約を締結した。同社社長のクライヴ・デイヴィスはCBSが本格的にアフリカ系アメリカ人の市場に参入し、モータウンと競争するための手段としてスタックスを有望視していたが、契約締結後間もなく、彼は会社からその座を追われてしまう。デイヴィス不在のCBSは、急速にスタックスへの興味を失っていき、スタックスの利益は急激に減少していった。CBSの販売網は、スタックスの販売を下支えしていた黒人コミュニティーの個人経営のレコード店を無視、またCBSのアーティストの売上が減少することを恐れて、スタックスの販売促進を充分に行わなかった。シカゴ、デトロイトなどの大都市でスタックスの新譜が入手できないというレポートがスタックスに上がってくるにつれ、CBSとの契約が大きな誤りであったことが明確になり、このままでは会社が存続できないという状況に追い込まれていった。しかしながら、このような状況下においてもCBSは、契約を終了してスタックスを解放することを拒否した。それは、スタックスが他のレコード会社とより実りある契約を締結し、CBSの競合となることを恐れたためである。
スタックス最後のR&Bヒットは、1974年のシャーリー・ブラウンの"ウーマン・トゥ・ウーマン/Woman to Woman"だった。このヒットによりスタックスの終焉は延びることとなったが、1976年、スタックスはついに倒産した。
アル・ベルは、銀行から融資を受けることによって倒産を食い止めようとし、またジム・スチュワートはメンフィスの邸宅を抵当に入れて短期の運転資金を得ようと試みた。しかしながら銀行は、ローンを抵当流れ処分にしてしまい、スチュワートは自宅と財産の多くを失うこととなってしまった。

### 復活
ファンタジー・レコードがアトランティックが権利を持たないスタックス音源を買い取り、スタックスのカタログを再発し続けた。一方1968年5月以前のアトランティック時代のスタックス音源については、現在もアトランティックが権利を有しており、その多くは傘下のライノ・レコードから再発されている。一部はコレクタブルズ・レコードへライセンスされている。ファンタジーはアトランティック時代の音源を含む形で「ザ・スタックス・ストーリー」と題したボックス・セットをリリースした。これは、アトランティックとの合意に基づいてリリースに漕ぎ着けたものである。現在スタックスは、その他ファンタジー・レーベル・グループとともに、コンコード・ミュージック・グループ傘下にある。
2003年、スタックス・スタジオ跡地に再建されたスタックス・アメリカン・ソウル・ミュージック博物館(Stax Museum of American Soul Music)が開館した。BBC放送のラジオ局1xtraでアンジー・ストーンがロニー・ヘレルのインタビューに答える形で、コンコードがスタックスの再スタートを準備しており、彼女が2007年のリリースに向けアルバムをレコーディング中であることを明らかにした。
ローリング・ストーン誌の2006年9月23日号は、メンフィス出身のジャスティン・ティンバーレイクがレーベルを復活しマット・モリスと契約を締結することを模索していると伝えた。
2006年12月18日、ファンタジー・レコードを抱えるコンコード・ミュージック・グループはスタックス・レーベルを復活させることを表明した。2007年3月13日、スタックス・レコードの歴史上のベスト50曲を収録した2枚組CDStax 50: A 50th Anniversary Celebrationがリリースされ、正式な復活となった 。
コンコードが配給するスタックスの初の新録アルバムは、2007年3月27日リリースのアース・ウィンド・アンド・ファイアーのトリビュート・アルバムInterpretations: Celebrating The Music Of Earth, Wind & Fireである。
イギリスでは、キース・ストラチャン脚本、監督のミュージカル「Sweet Soul Music」が2007年2月よりイギリス全土のツアーを開始した。これはスタックス設立50周年を記念したもので、主なスタックス・アーティストへのトリビュートとなっている。
復活したレーベルは、新規にアイザック・ヘイズ、アンジー・ストーンらとアーティスト契約を締結したが、ヘイズは2008年8月10日に亡くなり、レコーディングは実現していない。
以降もレイラ・ハサウェイ、ソウライヴ等が新たに契約し、新作を発表。モータウンでマーヴィン・ゲイ等に楽曲を提供していた、ノーザン・ソウルの雄リオン・ウェアも移籍してきた。スタックスの全盛期を支えたエディ・フロイドやスティーヴ・クロッパーもこのレーベルへと戻ってきた。

## 所属したミュージシャン
| (1957年–1968年) - ルーファス・トーマス - カーラ・トーマス (アトランティック→スタックス) - ザ・マーキーズ (サテライト→スタックス) - ウィリアム・ベル - ブッカー・T&ザ・MG's - エディ・フロイド - オーティス・レディング (ヴォルト) - マッド・ラッズ (ヴォルト) - オリー&ナイチンゲイルズ - サム&デイヴ (アトランティックと契約、スタックス預かり) - ジュディ・クレイ - ルビー・ジョンソン - メイブル・ジョン - アルバート・キング - ジョニー・テイラー - ザ・バーケイズ (ヴォルト) - アイザック・ヘイズ (エンタープライズ) - C.L.ブラスト - ボビー・マーチャン - サー・マック・ライス - チャーメルズ - ガス・キャノン - ジョニー・デイ | (1968年–1975年) - ジョニー・テイラー - ソウル・チルドレン - ドラマティックス (ヴォルト) - ステイプル・シンガーズ - ジーン・ナイト - フレデリック・ナイト - アルバート・キング - ルーファス・トーマス - カーラ・トーマス - アイザック・ヘイズ - メル・アンド・ティム - リトル・サニー - リトル・ミルトン - バーケイズ - ウィリアム・ベル - エディ・フロイド - カルヴィン・スコット - ジ・エモーションズ (ヴォルト) - デイヴィッド・ポーター - リチャード・プライアー (パーティー) - ルーサー・イングラム（KOKO） - ロス・シンガーズ - ザ・ランス・アレン・グループ - キム・ウェストン - ザ・テンプリーズ（ウイ・プロデュース） - シャーリー・ブラウン (トゥルース) - ジェシー・ジャクソン (リスペクト) - モムズ・マブレイ(パーティー) - ジミー・ジョーンズ - アイネス・フォックス | (2006年-現在) - リオン・ウェア - エンダンビ - フェリックス・キャヴァリエ - スティーヴ・クロッパー - ニッカ・コスタ - リーラ・ジェイムス - アンジー・ストーン - カーラ・トーマス - ソウライヴ - レイラ・ハサウェイ - エディ・フロイド - ティーナ・マリー |